# Retocomus basiri
Retocomus basiri är en skalbaggsart som beskrevs av Abdullah 1965. Retocomus basiri ingår i släktet Retocomus och familjen kvickbaggar. Inga underarter finns listade i Catalogue of Life.